# Мартин I (папа)
Мартин I (лат. Martinus; ? — 1 вересня 655, Херсонес Таврійський) — сімдесят четвертий папа Римський (5 липня 649—1 вересня 655). Шанується як святий у католицькій і православній церкві.

## Життєпис
Народився поблизу Тоді в Умбрії. Був легатом папи Теодора I у Константинополі, де став противником єресі монофелітів. Після Смерті Теодора I був обраний папою і розпочав свою діяльність, не чекаючи затвердження Візантійського імператора Констанса II. У жовтні 649 року Мартин I скликав синод, який мав остаточно засудити єресь монофелітів. Синод тривав майже місяць, на ньому було засуджено саму єресь, її авторів та їхні твори.
Проте рішення синоду в життя не були втілені. За наказом імператора 15 червня 653 року папу Мартина I та Максима Сповідника було схоплено та вивезено з Риму. Спочатку Мартин I утримувався на острові Наксос, а пізніше був доставлений до Константинополя. Після нелюдського поводження та приниження 25 березня 655 року його вислали до Херсонеса у Криму, де папа й помер.

## Канонізація
Канонізований після смерті як Мученик. День Пам'яті у Католицькій Церкві — 13 квітня.